# Martha Voß-Zietz

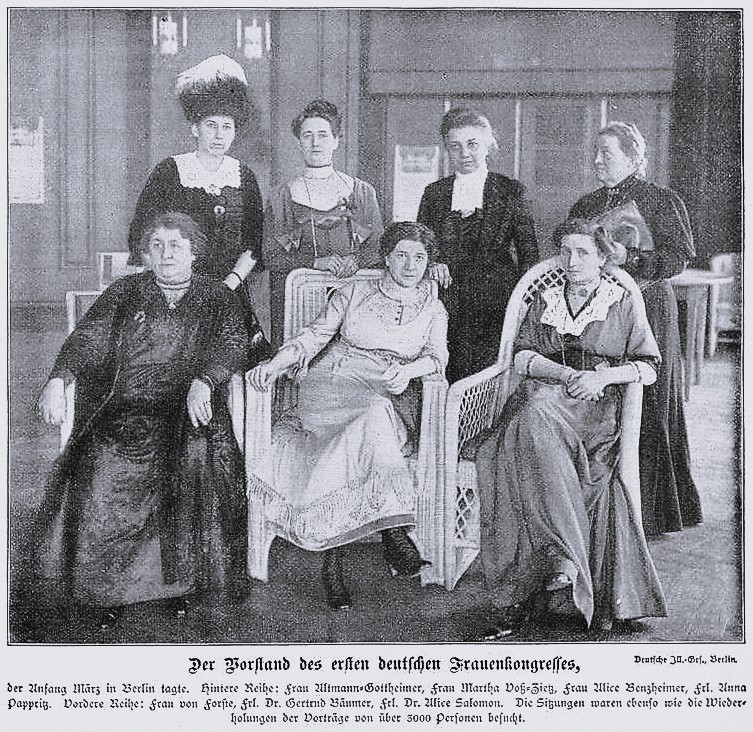
Vorstand des Deutschen Frauenkongresses, 1912, mit Martha Voss-Zietz (hinten, 2.v.l.)

Martha Pauline Catharina Voß-Zietz (* 23. Juli 1871 in Hamburg; † 8. Dezember 1961 in Bad Schwartau) war eine deutsche konservative Frauenrechtlerin und Vorsitzende des Reichsverbandes deutscher Hausfrauenvereine.

## Leben und Wirken
Martha Zietz stammte aus der bekannten Eutiner Baumeisterfamilie Zietz. Ihr Vater Max Karl Heinrich Zietz war Kaufmann in Hamburg, die Mutter war Sophie Marie Friederike Struck. Sie hatte noch eine Schwester. Sie besuchte eine Höhere Töchterschule. Mit 17 Jahren widmete sie sich der Armen- u. Kinderpflege und  „wurde durch diese soziale Arbeit von der Notwendigkeit der Gleichberechtigung der Frauen im Staatsleben überzeugt“.
1896  trat Martha  Zietz in den Bund deutscher Frauenvereine ein und wurde Vorstandsmitglied. 1899 gehörte sie zu den ersten Mitgliedern im neuen Hamburger Regionalverein Frauenwohl um Lida Gustava Heymann und 1902 im Deutschen Verein für Frauenstimmrecht.
In diesem Jahr zog sie nach Eutin, engagierte sich aber weiter auch in Hamburg und hielt Vorträge in verschiedenen Orten der Umgebung. In den folgenden Jahren war sie auch Mitglied der liberalen Freisinnigen Vereinigung (vor 1910). 1911 heiratete sie den Lehrer und ehemaligen Landtagsabgeordneten der Fortschrittlichen Volkspartei im Oldenburgischen Landtag Friedrich Voß und änderte ihren Namen in Martha Voß-Zietz. 1912 war sie Vorstandsmitglied  des Deutschen Frauenkongresses in Berlin.
Nach Beginn des Ersten Weltkrieges veröffentlichte  Martha Voß-Zietz  Artikel mit Ratschlägen für Hausfrauen in der veränderten  wirtschaftlichen Situation und war auch als Beraterin für das Kriegsernährungsministerium tätig. 1915 wurde sie Vorsitzende des neuen Reichsverbandes deutscher Hausfrauenvereine,  der sich bald zu einer der mitgliederstärksten Frauenorganisationen im Deutschen Reich mit über 100.000 Mitgliedern entwickelte.
1916 zog Martha Voß-Zietz mit ihrem Mann nach Bad Schwartau, wo sie bis zu ihrem Lebensende blieb. 1918 trat sie  der neugegründeten Deutschnationalen Volkspartei bei. 1920 verzichtete sie auf ein Mandat im Reichstag für die Partei, war aber für die DNVP Abgeordnete im Landesausschuss für den oldenburgischen Landesteil Lübeck. In dieser Zeit war sie auch als Rednerin für den völkischen Schutz- und Trutzbund (STB) aktiv. 1922 gab sie nach dessen Verbot ihren Vorsitz im Reichsverband deutscher Hausfrauenvereine auf, weil ihre politischen Ansichten  zu sehr von dessen angestrebter politischer Neutralität abwichen.
Stattdessen gründete sie noch im selben Jahr  die Reichsvereinigung Deutscher Hausfrauen, die dann Mitglied im völkischen Ring Nationaler Frauen wurde. Martha Voß-Zietz entfernte sich in den folgenden Jahren inhaltlich langsam von der DNVP und bemühte sich um eine Annäherung an die NSDAP, die sie aber wegen ihrer früheren  frauenrechtlerischen Aktivitäten ablehnte. 1932 war sie noch im Ring Nationaler Frauen aktiv.
In dieser Zeit trat sie gelegentlich auch mit Vorträgen in Orten der Umgebung auf.
1961 starb Martha Voß-Zietz in Bad Schwartau. Sie wurde  in Eutin bestattet.
Von ihr sind zwei Fotos von 1912 erhalten, einige Archivalien befinden sich im Bundesarchiv.

## Veröffentlichte Texte
Martha Voß-Zietz veröffentlichte Artikel in verschiedenen Zeitschriften und in der Deutschen Zeitung (1920). Außerdem erschienen mehrere Einzelschriften von ihr.
Einzelveröffentlichungen
- Wie urteilen Theologen über das kirchliche Stimmrecht der Frauen?  Gesammelte Antworten auf eine Umfrage des Deutschen Verbandes für Frauenstimmrecht, 1905, 97 Seiten

- Die Stellung der Frau in der evangelischen Kirche, 1910
- Die politische Frauenbewegung, 1912
- Die Stellung der politischen Parteien in Deutschland zur Frauenbewegung, 1913 Digitalisat
- Kriegs-Weihnachtsgebäck. Erprobte Backrezepte, 1915
- Die Hauswirtschaft im Kriege, 1917 , mit Maria Stegemann-Runk